# Emil Elmvall
Bror Emil Elmvall, född 13 september 1900 i Torshälla stadsförsamling, Södermanlands län, död 7 november 1965 i Hyltinge församling, Södermanlands län, var en svensk lantbrukare och politiker (centerpartist).
Elmvall var ledamot av riksdagens andra kammare med början från B-riksdagen sommaren 1958, invald i Södermanlands läns valkrets.